# Kacákova Lhota
Kacákova Lhota je obec v okrese Jičín v Královéhradeckém kraji. Žije v ní 175 obyvatel.

## Historie
První písemná zmínka o obci pochází z roku 1546.

## Obyvatelstvo
| Rok            | 1869 | 1880 | 1890 | 1900 | 1910 | 1921 | 1930 | 1950 | 1961 | 1970 | 1980 | 1991 | 2001 | 2011 | 2021 |
| -------------- | ---- | ---- | ---- | ---- | ---- | ---- | ---- | ---- | ---- | ---- | ---- | ---- | ---- | ---- | ---- |
| Počet obyvatel | 429  | 452  | 427  | 404  | 398  | 334  | 305  | 240  | 233  | 185  | 168  | 135  | 149  | 150  | 172  |
| Počet domů     | 47   | 58   | 60   | 61   | 70   | 70   | 79   | 82   | 72   | 66   | 62   | 77   | 87   | 87   | 77   |

## Obecní správa
Mezi lety 1850–1960 byla Kacákova Lhota obcí v okrese Jičín. V letech 1960–1990 patřila jako část obce k Tuři a od 24. listopadu 1990 je opět samostatnou obcí.

### Části obce
- Kacákova Lhota
- Náchodsko

## Pamětihodnosti
- Sýpka
- Venkovský dům čp. 5